# Prepotenti più di prima
Prepotenti più di prima è un film italiano del 1959 diretto da Mario Mattoli.
Il film è il seguito de I prepotenti.

## Trama
Al ritorno del viaggio di nozze, Marcella scopre di aspettare un bambino. I futuri nonni litigano nuovamente su dove il bambino dovrà nascere e per la scelta del nome. I novelli sposi stanchi dei litigi, decidono di fuggire a Milano con il loro bambino.